# Chicha (música)
La cumbia tropical andina, más conocida como chicha, es un subgénero musical que nació a mediados de los años setenta en Perú, cuyos orígenes provienen del huayno, el rock psicodélico y la cumbia guarachera de las costas peruanas. Se caracteriza principalmente por el uso de guitarras eléctricas.
Surge como manifestación del fenómeno migratorio desde las áreas andinas hacia las ciudades de la costa, principalmente Lima. En la década de 1980, se consolidó como estilo musical, con el éxito de grupos como Los Shapis, Chacalón y La Nueva Crema, Los Destellos, Carlos Ramírez y el Grupo Centeno, Chacal y sus Estrellas, Pintura Roja, Grupo Markahuasi, Grupo Alegría y Los Mirlos, entre otros. Si bien existe similitudes con la cumbia, la chicha se destina como subgénero de la primera, especialmente por estar hibridizada con el rock peruano.

## Orígenes

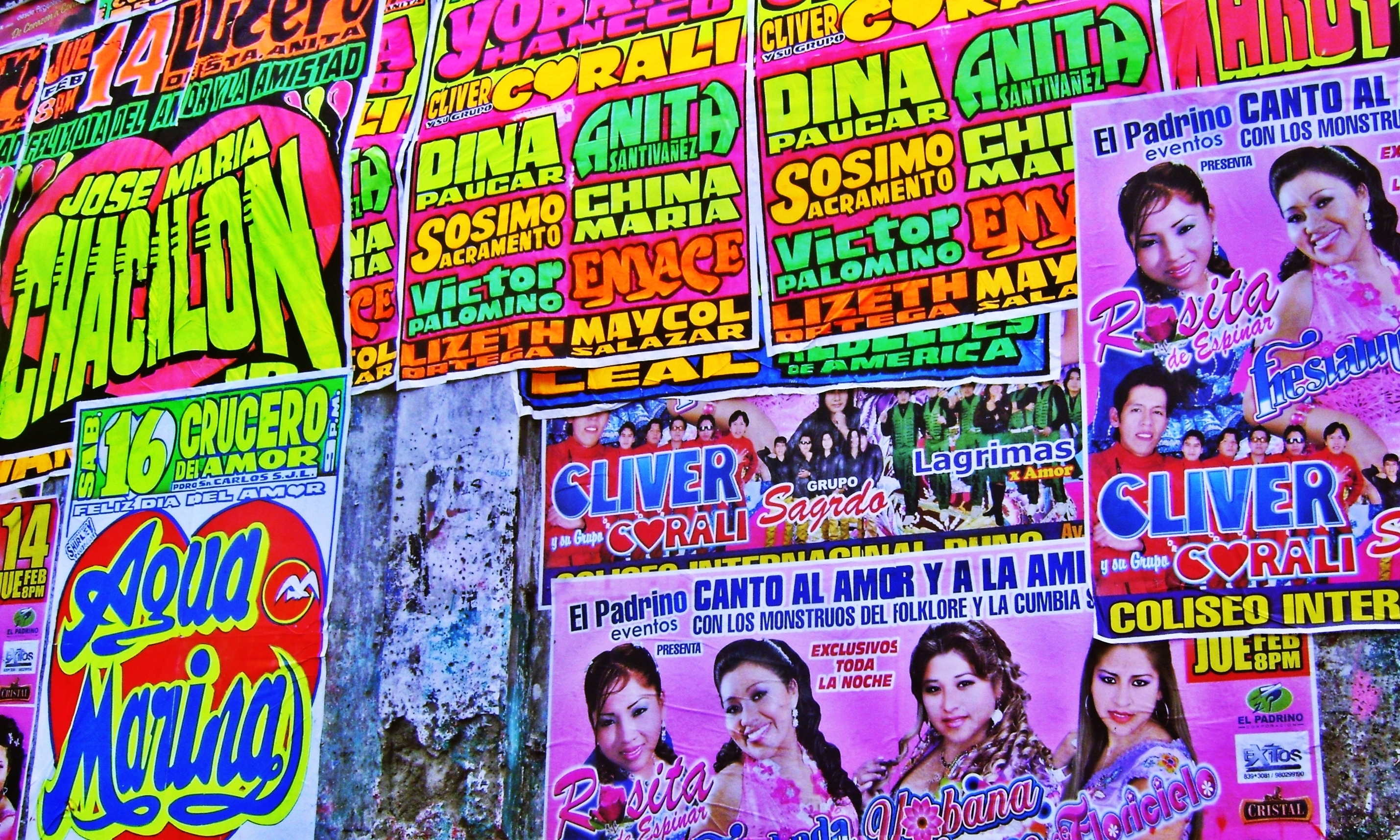
La música chicha está acompañada de un estilo gráfico muy característico: el arte chicha.

En Lima, desde comienzos de la década de 1950, la migración andina alcanzó proporciones masivas. En la década de 1940, Lima tenía medio millón de habitantes, pero en 1956 su población se había más que duplicado a 1,2 millones de habitantes. Es en este contexto que se desarrolló un mercado interno urbano conformado por los inmigrantes andinos que permitió al huayno (su baile y canción más popular) llegar al éxito comercial. Nombres como Flor Pucarina, Pastorita Huaracina, El Jilguero del Huascarán, Picaflor de los Andes fueron las estrellas musicales más renombradas de aquellos tiempos.
El éxito del huayno comercial continuaría congregando multitudes. Mientras tanto, otro género musical proveniente de un país vecino entraba al Perú a finales de la década de 1960: la cumbia de Colombia. Para ese entonces, la población urbana de Lima ya disfrutaba con la rumba cubana, el merengue dominicano y el mambo de Pérez Prado; en tanto, la cumbia y los ritmos cubanos habían ingresado también a las principales capitales de la sierra peruana, muchas de sus fiestas sociales y de aniversario eran animadas con guarachas y mambos. Esto sería relevante para la formación de la cumbia peruana, la versión costeña que mantiene en vigencia en los próximos años.
En la costa, el guitarrista Enrique Delgado, con su preparación musical y experiencia precoz en la música, introduce la guitarra eléctrica en la música a través de su grupo Los Destellos. Esta agrupación constituye un ícono inicial de la música chicha, con temas como: A Patricia, Sácale la miel, Caminito serrano, Quinceañera, Jardín de amores, Amor andino.

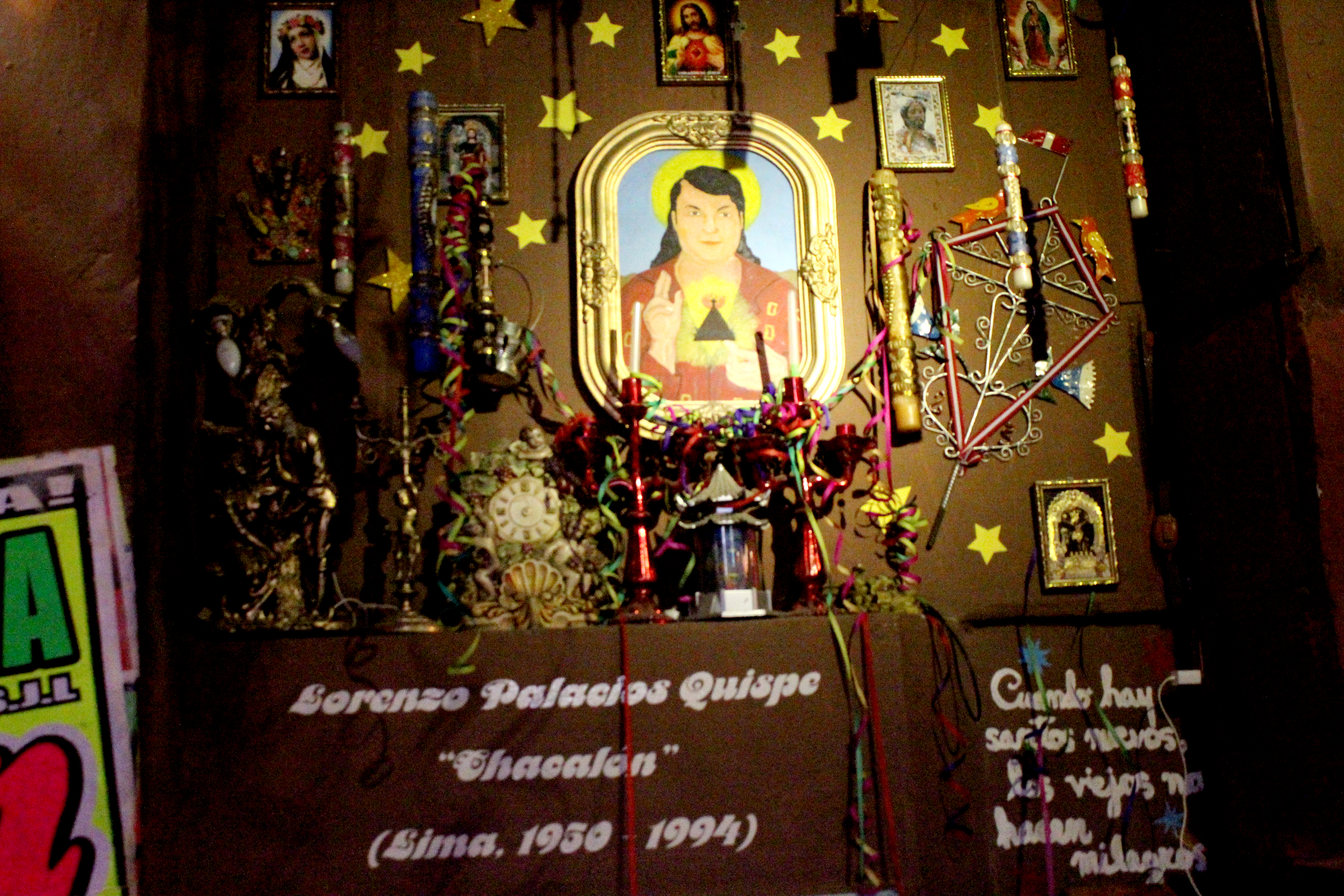
Foto de Lorenzo Palacios Quispe, Chacalón, en un bar.

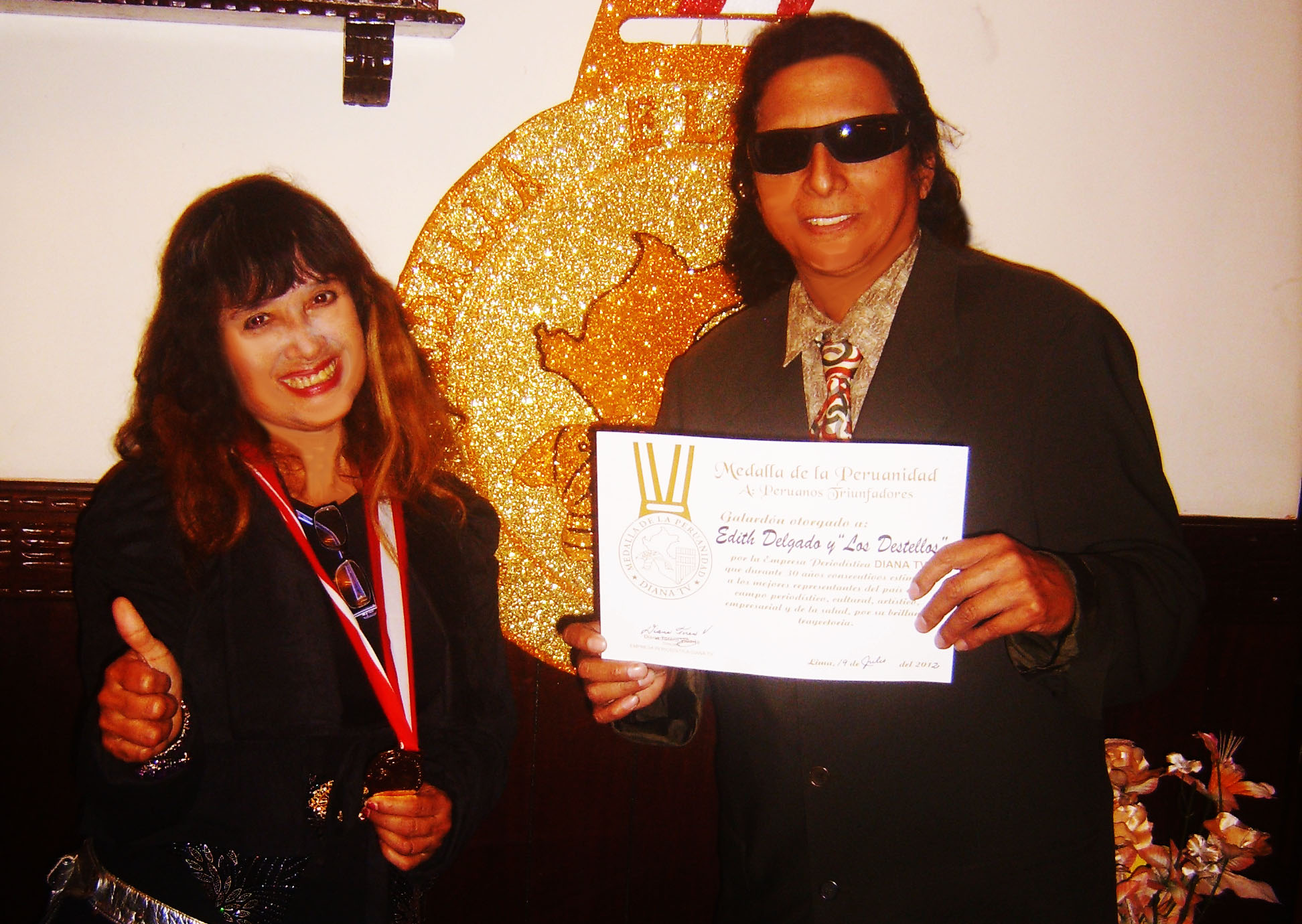
Los Destellos, de Perú, es otra de las agrupaciones más populares de chicha.

La chicha es el género musical peruano de escalas pentatónicas en 4/4, enriquecido con patrones rítmicos foráneos como la guaracha, el mambo, la salsa, el rock, etc. Ese es su nacimiento; muy pronto aparecen las influencias colombianas a través de la cumbia. El instrumento predominante es la guitarra eléctrica. Para los peruanos, "sin guitarra no es chicha". Instrumento apoyado en efectos como el Delay y Fuzztone (sonido inmortalizado en las manos de José Luis Carballo, I guitarra y compositor de los éxitos de Lorenzo Palacios, Chacalón) le dan una nueva identidad a ese Perú ansioso de reconocerse como un pueblo pluricultural y cargado de sonidos propios.

### Década de 1980: Consolidación
Durante las tres décadas que transcurrieron desde los años cincuenta el Perú, especialmente Lima, experimentó cambios fundamentales. Las barriadas que aparecieron como invasiones masivas ilegales de familias inmigrantes se desarrollaron como vecindarios prósperos de las clases trabajadoras.
El género se remonta a comienzos de década de 1960, cuando el artista vernacular conocido como El Jilguero de Huascarán experimenta la combinación (cumbia + huayno)[cita requerida], otra es la que reconoce a Carlos Baquerizo Castro que con su grupo Los Demonios del Mantaro (1966-1976) en Huancayo compone el tema La chichera. Este tema quiso ser registrado inicialmente como cumbia peruana, pero Baquerizo se encontró que este nombre ya había sido utilizado y registrado para otra canción, cuenta Carlos que decidió ponerle el nombre de La chichera en honor de una joven huancaína que vendía chicha en esa ciudad, este disco pegó mucho en Lima, pero como lo dice su autor éste tema no solamente es una fusión del huayno y la cumbia colombiana sino además del Foxtrot. La gente empezó a llamarle erróneamente música chicha a toda la música fusión que apareció en adelante, en realidad es solo el nombre de música chicha el que deviene de esta composición de Carlos Baquerizo. La otra versión avalada por sus seguidores es: En 1985 Los Shapis son aplaudidos por su cumbia y confundidos como colombianos en el Festival de la Juventud en Francia. De regreso a casa, conscientes de que lo que hacían no era cumbia, deciden buscar un nombre más apropiado para lo que tocaban y que también los identifique como peruanos. Comprometidos seriamente con sus orígenes encuentran que la palabra Chicha, bebida ceremonial de sus antepasados incas, era la palabra perfecta para definir este género. Chicha la bautizaron y como pruebas históricas desde 1987 sus discos quedaron: Dulcemente chicha, Rica chicha, 5 estrellas en chicha, Vientos de chicha, etc.
No se puede hablar de chicha sin mencionar a Los Shapis. Fueron ellos los primeros provincianos que en la época del terrorismo le dieron al Perú una inyección de orgullo e identidad. Fueron los forjadores del nuevo rostro de un país que junto a ellos empezaron a gritar sin miedo Soy inmigrante, Soy provinciano.

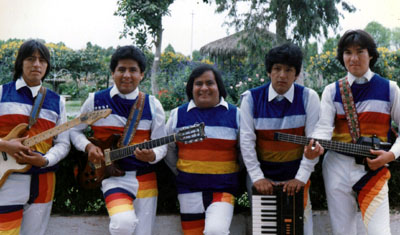
Chapulín el Dulce, vocalista de Los Shapis.

También se dice que la cumbia andina se forma cuando la cumbia peruana de estilo costeño se expande a las ciudades del centro, léase Huancayo. Aparecen entonces grupos como San Lázaro, Alegría, Melodía y Los Titanes de Tito de la Cruz.
La década de los 80 ocupa sin duda el zenit de la chicha, la cumbia peruana ahora intensificada con la guitarra eléctrica aunado a los cantos y estilos propios del huayno de la región andina con cambios de tono de altos a bajos fue la que dio vida a la chicha, sin embargo, muchas de las grabaciones también poseen parte del estilo percutivo de las danzas de la Amazonia peruana. La mayor difusora de grupos chicheros fue la empresa Discos Horóscopo del productor Juan Campos, la mayor parte de las agrupaciones que grababan para el sello musical fueron de este estilo y apoyó enormemente el desarrollo de la misma.
Otras agrupaciones surgirían de este estilo, Los Ovnis, Los Wankas, Grupo Celeste con su tema El aborto, Pintura Roja con Oh Virgen María, Muchacho provinciano de Chacalón, Arrepentida del Grupo Maravilla, Parranditas de Chacal con Chacal y sus estrellas, entre algunos más cuentan las historias de la gente humilde, del pueblo migrante de los Andes peruanos a la capital Lima. Otras agrupaciones que interpretaban cumbia de otro estilo en el Perú se adaptaron al fenómeno, así grupos como Cuarteto Universal que interpretaban el estilo cuartetero grabaron cumbias con el estilo de canto chichero, temas como el famoso Dile o El abandonado con el Cuarteto Los Universales, ambos interpretados por Claudio Morán representan una muestra, sin embargo, la popularidad en el Perú hizo que inmediatamente en Colombia fueran regrabados muchos de los temas chicheros, Rodolfo Aicardi y su orquesta la Típica RA7 regraban temas de Shapis como El aguajal, siendo las versiones extranjeras más famosas que las originales peruanas.

## Derivación hacia la Argentina y adaptación realizada en el extranjero
Los primeros grupos peruanos de chicha que migraron o se formaron en la Argentina en la década de 1980 hicieron que este ritmo, de ser marginal (tocado solo en bailantas) se hiciera muy popular. Así, grupos como Los Mirlos o Los Continentales por citar algunos formados en el Perú; el Grupo Karicia y el Grupo Ciclón, formados en la Argentina por músicos peruanos en el año 1993 (que grabaron covers de grupos peruanos como Los Ecos, Guinda, Los Destellos, Maravilla y muchos grupos más), dejaron asentada la cumbia peruana clásica en Argentina, llegando a conocerse los éxitos de grupos peruanos que nunca figuraron en el mercado argentino de esos tiempos, gracias a los covers del Grupo Karicia y el grupo Ciclón. Años después, entre la juventud contestataria, logra adaptarse bajo la forma de nuevas modas, como la cumbia villera hacia el año 2001, aprovechando y deformando líricas, origen y sentido de la original chicha y cumbia peruana. De allí, la cumbia villera se escuchó en Bolivia y México; en este último país tuvo éxito moderado, que no hizo repercusión alguna en el estilo de la cumbia mexicana excepto en los grupos de la unión americana. La cumbia villera resulta fusionada de la chicha y cumbia peruana, y en menor grado de la cumbia sonidera mexicana y algo de cumbia colombiana. Es el sonido original peruano ya deformado, con líricas muy parecidas a las del hip-hop. En México se le conoce a toda la música chicha como Cumbia peruana.
Tras un periodo de ausentismo en los medios de comunicación y gracias a las redes sociales, la chicha ha vuelto a adquirir cierto protagonismo en el Perú y, principalmente, en el extranjero. Es así que surgen en los últimos años agrupaciones que intentan revalorar el género, como lo son Chicha Libre, Munny Chicha, Chacal y sus estrellas, La Chamba, Chicha Dust, Cumbia All Stars, entre otros, Los cuatro primeros son conjuntos formados por extranjeros y migrantes radicados latinos en diferentes partes del mundo (Estados Unidos y Europa, principalmente), mientras que este último es un grupo compuesto por ex músicos provenientes de diferentes agrupaciones de cumbia de la ciudad de Lima. Por lo general, estos nuevos grupos de chicha son incluidos por los especialistas en la categoría de World Music.
The Roots of Chicha es un recopilado de canciones de este género.

## Artistas más representativos

### Grupos
- Alín y el Grupo Markahuasi
- Carlos Ramírez y el Grupo Centeno
- Chacalón y La Nueva Crema
- Chacal y sus Estrellas
- Grupo Alegría
- Grupo Celeste
- Grupo Génesis
- Grupo San Lázaro
- Grupo Victoria
- Juaneco y su Combo
- Los Cómplices de la Cumbia[11]
- Los Destellos
- Los Fieles
- Los Hijos del Sol
- Los Mirlos
- Los Ovnis de Huancayo
- Los Sádicos de Huancayo
- Los Shapis
- Pascualillo y La Nueva Estrella Azul
- Pintura Roja
- Roy y los Gentiles
- Sombra Azul
- Toño y el Grupo Centella
- Tongo y su Grupo Imaginación
- Vico y el Grupo Karicia

### Cantantes
- Alín
- Carlos Ramírez
- Chacal[12]
- Chacalón
- Chacalón Jr.[13]
- Chapulín el Dulce
- Chechito[11]
- Jorge Chambergo Porta[14]
- Mayk
- Pascualillo Coronado
- Princesita Mily
- Pumita Andy
- Roy
- Tongo
- Toño Centella[15]
- Vico
- Víctor Casahuamán Bendezú
- Wilindoro Cacique